# José Eduardo Belmonte
José Eduardo Belmonte (São José dos Campos, 27 de julho de 1970) é um premiado cineasta, diretor e roteirista brasileiro. Formado em cinema pela Universidade de Brasília (UNB), realizou mais de 30 projetos audiovisuais ao longo da carreira, entre videoclipes, curtas-metragens, longas-metragens e séries de televisão. Desde 2016, cumpre a função de diretor artístico na TV Globo.

## Biografia

### Início de Carreira, Videoclipes e Curtas
Belmonte nasceu em São José dos Campos, maior cidade do Vale do Paraíba Paulista, mas criou-se em Brasília, cidade que teve muita influência em seu trabalho.
Em 1988, aos dezoito anos, ingressou na UNB, onde teve como professores figuras importantes do cinema nacional, como Armando Bulcão e Nelson Pereira dos Santos. Foi convidado por Nelson a trabalhar no filme “A Terceira Margem do Rio”, onde acumulou diversas funções.
No início dos anos 90, começou a dirigir clipes de bandas nacionais no momento em que a MTV Brasil vivia seu auge no país. Neste período, colaborou principalmente com o conjunto musical Raimundos, para quem dirigiu diversos clipes, como “Nêga Jurema”, indicado ao prêmio da audiência no MTV Awards, e “Mulher de Fases”.
Em paralelo, realizou cinco curtas-metragens, com destaque para “5 Filmes Estrangeiros” (1997) - vencedor do Prêmio de Melhor Filme no Festival de Brasília e do Especial do Júri no Festival de Gramado -, e “Tepê” (1999), que ganhou as mesmas categorias em ambos os festivais e ainda somou o Prêmio de Melhor Filme no Festival de Vitória.

### Primeiros Longas e Grandes Sucessos
Nos anos 2000, realizou seu primeiro longa-metragem, o drama “Subterrâneos” (2003), que abriu o Festival de Brasília e teve uma breve passagem pelo circuito comercial de cinemas.
Na sequência, veio “A Concepção” (2005), indicado ao prêmio de Melhor Filme e vencedor da categoria Melhor Montagem (assinada pelo próprio diretor, ao lado de Paulo Sacramento) no Festival de Brasília.
Em 2007, lançou “Meu Mundo em Perigo”. Em 2008, veio “Se Nada Mais der Certo”, o grande ponto de virada de sua carreira. O longa percorreu os principais festivais do país e foi premiado no Festival do Rio, nas categorias Melhor Filme, Atriz e Roteiro (assinado por Belmonte); no Cine Ceará, nas categorias Melhor Filme e Melhor Ator; e ainda no Festival de Cinema Brasileiro de Paris (Prêmio do Júri).
Em 2011, lançou a comédia “Billi Pig”. Na sequencia, estreou seu primeiro projeto de suspense, “O Gorila” (2012). O longa de ação policial “Alemão” veio em 2014, levando cerca de um milhão de espectadores aos cinemas. O filme foi posteriormente indicado ao Emmy Internacional como Melhor Filme/Minissérie de TV. Neste mesmo ano, lançou o documentário "Mobília em Casa - Móveis Coloniais de Acaju e a Cidade".
Em seguida, assinou a direção-geral e quatro episódios da série dramática e fantasiosa “O Hipnotizador”, da HBO, exibida em toda a América Latina e em algumas cidades dos Estados Unidos. Em 2017, lançou a comédia romântica “Entre Idas e Vindas”.

### Trabalhos Recentes
Belmonte exerce desde 2016 o cargo de diretor artístico da TV Globo, onde esteve à frente de séries de sucesso, como a versão televisiva de “Alemão” (2016), “Carcereiros”, lançada em 2017 e adaptada posteriormente para o formato de longa-metragem, e “As Five” (2020). “Carcereiros” conquistou o MIP Drama Screenings do Festival de Cannes como Melhor Série Internacional de Drama.

### Projetos Atuais
Em 2021, realizou o longa “O Auto da Boa Mentira”, uma antologia de contos do escritor pernambucano Ariano Suassuna que será adaptada para o formato de série e exibida pela TV Globo.
O diretor tem três longas-metragens com lançamentos programados para o ano de 2022. “Alemão 2” inaugura a sequencia de estreias, seguido por “As Verdades” e “O Pastor e o Guerrilheiro”.
Ainda em produção, há o longa “Almost Deserted”, que será rodado em Detroit, EUA, e um documentário sobre a trajetória da artista plástica Rita Wainer.

## Estilo e Pontos de Vista
Considerado dos mais produtivos cineastas de sua geração, Belmonte se notabilizou por abraçar gêneros diversos, além de manter uma proximidade forte com o elenco dos filmes que dirige.
Entusiasta do processo colaborativo que envolve a realização de um projeto, é conhecido pelo método único de trabalhar com atores batizado como “mala pequena”, uma técnica em que investiga a essência do roteiro, o signo do filme, de modo a trazer mais veracidade à história e dar mais liberdade aos atores nas cenas. Nos ensaios, instiga o ator a mergulhar, através de estímulos sensoriais, na história interior de seu personagem, com o objetivo de gerar nele um vasto repertório de sensações.

## Curiosidades
- Antes de iniciar carreira como cineasta, José Eduardo Belmonte desejava ser músico, montando inclusive algumas bandas de rock e jazz durante sua juventude em Brasília, onde surgiram bandas como Legião Urbana e Capital Inicial.[15][16]

- A sétima arte veio por acaso em sua trajetória. Clássicos de Pasolini e Tarkovski desviaram de vez o jovem artista para a profissão que o consagrou.[16][17]

## Filmografia

### Curtas-metragens
| Ano  | Título                |
| ---- | --------------------- |
| 1995 | Três                  |
| 1997 | 5 Filmes Estrangeiros |
| 1999 | Tepê                  |
| 2002 | Dez Dias Felizes      |
| 2002 | Um Trailer Americano  |
| 2009 | 50 Anos em 5          |

### Longas-metragens
| Ano  | Título                                                 |
| ---- | ------------------------------------------------------ |
| 2003 | Subterrâneos                                           |
| 2005 | A Concepção                                            |
| 2007 | Meu Mundo em Perigo                                    |
| 2008 | Se Nada Mais der Certo                                 |
| 2012 | Billi Pig                                              |
| 2012 | O Gorila                                               |
| 2014 | Alemão                                                 |
| 2014 | Mobília em Casa - Móveis Coloniais de Acaju e a Cidade |
| 2016 | Entre Idas e Vindas                                    |
| 2017 | Carcereiros                                            |
| 2021 | O Auto da Boa Mentira                                  |
| 2022 | Alemão 2                                               |
| 2022 | As Verdades                                            |
| 2022 | O Pastor e o Guerrilheiro                              |
| 2024 | Uma Família Feliz                                      |

### Séries
| Ano  | Título         | Emissora   |
| ---- | -------------- | ---------- |
| 2016 | Alemão         | Rede Globo |
| 2017 | O Hipnotizador | HBO        |
| 2019 | Carcereiros    | Rede Globo |

## Prêmios e Indicações
| Ano  | Prêmio                                 | Categoria               | Trabalho nomeado       | Resultado | Ref.   |
| ---- | -------------------------------------- | ----------------------- | ---------------------- | --------- | ------ |
| 1997 | Festival de Brasília                   | Melhor Filme            | 5 Filmes Estrangeiros  | Venceu    | [ 19 ] |
| 1997 | Festival de Gramado                    | Especial do Júri        | 5 Filmes Estrangeiros  | Venceu    | [ 20 ] |
| 1999 | Festival de Brasília                   | Melhor Filme            | Tepê                   | Venceu    | [ 21 ] |
| 1999 | Festival de Vitória                    | Melhor Filme            | Tepê                   | Venceu    | [ 22 ] |
| 2005 | Festival de Brasília                   | Melhor Filme            | A Concepção            | Indicado  | [ 23 ] |
| 2005 | Festival de Brasília                   | Melhor Montagem         | A Concepção            | Venceu    | [ 23 ] |
| 2005 | Festival de Brasília                   | Melhor Trilha           | A Concepção            | Venceu    | [ 23 ] |
| 2009 | Festival do Rio de Janeiro             | Melhor Filme            | Se Nada Mais der Certo | Venceu    | [ 24 ] |
| 2009 | Festival do Rio de Janeiro             | Melhor Roteiro          | Se Nada Mais der Certo | Venceu    | [ 24 ] |
| 2009 | Cine Ceará                             | Melhor Filme            | Se Nada Mais der Certo | Venceu    | [ 25 ] |
| 2009 | Festival de Cinema Brasileiro de Paris | Prêmio do Júri          | Se Nada Mais der Certo | Venceu    | [ 26 ] |
| 2014 | Festin (Lisboa)                        | Melhor Direção          | Alemão                 | Venceu    | [ 27 ] |
| 2016 | Emmy Internacional                     | Melhor Filme/Minissérie | Alemão                 | Indicado  | [ 28 ] |
| 2019 | Festival de Cannes                     | Melhor Série            | Carcereiros            | Venceu    | [ 7 ]  |